# Liste d'élections en 1815
Chronologie des élections
- 1811
- 1812
- 1813
- 1814
- 1815
- 1816
- 1817
- 1818
- 1819

Cet article recense les élections organisées durant l'année 1815.

En ce début de XIXe siècle, peu de pays organisent des élections nationales. Seuls le Royaume-Uni et les États-Unis procèdent à des élections régulières, au suffrage censitaire. En 1815, la France, l'une des premières démocraties du monde contemporain, revient à un régime parlementaire, tandis que la Norvège élit pour la première fois un parlement.

## Élections nationales en 1815
| Date                         | État              | Élection ou référendum                    | Contexte | Résultat |
| ---------------------------- | ----------------- | ----------------------------------------- | --- | --- |
| 22 avril                     | Empire français   | Référendum constitutionnel                | Les citoyens sont invités à approuver une nouvelle Constitution, pour l'Empire nouvellement restauré par Napoléon Bonaparte. C'est la période des Cent-Jours. | La proposition est approuvée, officiellement par 99,7 % des votants. La Constitution, relativement libérale, rétablit un Parlement, pour la première fois depuis la fin du XVIIIe siècle. Des élections législatives suivent donc en mai. |
| 8 - 22 mai                   | Empire français   | Législatives                              | Premières élections législatives depuis 1799. | Les résultats sont un désaveu pour l'empereur, dont les partisans n'obtiennent que 80 sièges sur 630. Les libéraux, ensemble parfois hétéroclite, remportent une très large majorité (510 sièges). Les royalistes sont absents, ayant boycotté l'élection.Les Cent-Jours s'achèvent avec l'abdication de Napoléon Bonaparte en juillet.Le royaume de France est rétabli. |
| décembre 1814 - juin 1815    | Norvège           | Législatives (en)                         | Depuis 1814, dans le contexte des guerres napoléoniennes, la Norvège est soumise à une union avec la Suède. Une nouvelle Constitution norvégienne est adoptée par une assemblée constituante élue en 1814, et mène aux premières élections pour le Storting (parlement) en 1815. | Il n'existe pas de partis politiques à cette date. Tous les élus le sont sans étiquette. |
| 26 avril 1814 - 10 août 1815 | États-Unis        | Législatives (chambre (en) et sénat (en)) | | Le Parti républicain-démocrate (favorable à la décentralisation des pouvoirs) conserve sa majorité absolue aux deux chambres du Congrès. |
| 14 - 28 août                 | Royaume de France | Législatives                              | Les élections font suite au rétablissement de la monarchie, sous le roi Louis XVIII. Elles se déroulent durant la « Terreur blanche » : des bandes de royalistes persécutent et massacrent les bonapartistes et les républicains.                                                | Dans un climat de terreur, les Ultraroyalistes remportent les 7/8e des sièges. C'est la « Chambre introuvable ». Le roi maintient jusqu'en septembre le libéral Talleyrand à la présidence du Conseil des ministres, puis le remplace par un royaliste modéré : Richelieu.                                                                                               |